# 沙坝紫云菜
沙坝紫云菜（学名：Strobilanthes petelotii）为爵床科紫云菜属下的一个种。

## 扩展阅读
- 維基物種上的相關：沙坝紫云菜